# جاك والتون
جاك والتون (بالإنجليزية: Jack Walton) هو لاعب كرة قدم بريطاني في مركز حراسة المرمى، ولد في 23 أبريل 1998 في بري ‏ في المملكة المتحدة. لعب مع نادي بارنسلي.